# 多瑙河之波 (电影)
《多瑙河之波》是一部罗马尼亚电影，由布加勒斯特电影制片厂设于布夫泰亚的“电影制作中心”制作，由利维乌·丘列伊执导，Dumitru Carabăţ和Francisc Munteanu编剧。

## 剧情
1940年代，罗马尼亚仍在德国纳粹控制之下。德国人为了向前线运军火，强行让舵手驳船米哈伊承担了任务。米哈伊为挑选强壮的水手做搭档，选中了曾因盗窃入狱的托玛。托玛求米哈伊向以前的朋友追债，米哈伊没能成功，在善良的妻子安娜的建议下自己拿出钱来给了托玛。其实托玛是地下党员，试图与组织接头。驳船曾在河中遇到水雷，托玛挺身而出派出了险情。后来安娜从一个码头工人的孩子口中得知托玛其实是共产党中尉。后来托玛救了那个小孩。米哈伊内心对德国侵略者充满憎恶，在得知了真情之后决定帮托玛将这批军火运给游击队。他们一起干掉了护送的德国人，让安娜去京都旅馆，留下的两个男人共同面对德军。激烈交火中，米哈伊不幸中弹，临死时将安娜托付给了托玛。

## 表演
影片主演伊琳娜·佩特雷斯库作为新人，饰演船长夫人安娜，Lazăr Vrabie饰演卧底托玛，导演本人饰演船长米哈伊。值得一提的是，未来的导演卢西安·平蒂列也出演了该片中的德国士兵一角。

## 放映
从首映至2014年12月31日罗马尼亚电影院共有4953112名观众观看了这部电影。